# Rubus pericrispatus
Rubus pericrispatus — вид квіткових рослин з родини трояндових (Rosaceae). Ареал: Австрія, Чехія, Словаччина, пн.-сх. Франція, Німеччина, Угорщина, пд. Польща.
Його можна відрізнити від подібного R. montanus за дещо ширшими та хвилястими листками. Росте на відкритих сонячних місцях, на узліссях і в придорожніх заростях.